# アンナス
アンナス（Hannas）は、古代ユダヤの大祭司である。紀元6年にクレニオによって大祭司に任命されて、紀元15年に退位させられた。
ユダヤ人の考えでは大祭司職は終生であり、退位以後も大きな影響力を持っていたので、新約聖書では退位の後も大祭司として登場する。洗礼者ヨハネの活動の開始は、アンナスとカヤパが大祭司の頃であったと『ルカによる福音書』は記している。また『ヨハネによる福音書』によると、カヤパがイエスを訊問する前に、アンナスが訊問している。